# Jamal Mohammed
Jamal Abdoulaye Mohammed Bindi (arabisch جمال محمد بيندي; * 26. April 1983 in Tripolis) ist ein ehemaliger libyscher Fußballspieler.

## Karriere

### Verein
Nachdem Jamal Mohammed drei Jahre in der Jugendmannschaft von Almahalla Tripolis gespielt hatte, wechselte er 2001 nach Portugal zum SC Salgueiros. Nach 39 Ligaeinsätzen wechselte er 2003 nach Frankreich, wo Mohammed bei den Amateurvereinen Stade Montois, Aviron Bayonnais und Entente Sannois Saint-Gratien spielte.
In der Saison 2006/07 kehrte er nach Portugal zurück und wechselte zu GD Estoril Praia. Nachdem er in dieser Saison 24 Ligaspiele bestritt und ein Tor erzielt hatte, wurde sein Vertrag in Praia nicht verlängert und so war Mohammed ab Juli 2007 auf Vereinssuche. Im November 2007 absolvierte er Probetrainings bei Hartlepool United und Bradford City, welche allerdings ohne Erfolg endeten. Im Sommer 2008 kehrte er nach Portugal zurück und unterschrieb einen Vertrag beim Zweitligisten SC Beira-Mar. Nachdem er in der ersten Saison auf nur 15 Ligaeinsätze kam, avancierte er in der darauffolgenden Saison zum Stammspieler.
In der Saison 2009/10 schaffte er nicht nur den Sprung in die Startelf, sondern stieg mit Beira-Mar auch in die Liga Sagres auf.
Am 15. August 2010 gab er beim 0:0 gegen União Leiria sein Debüt in der höchsten portugiesischen Spielklasse.
Am Ende der Saison 2010/11 schaffte Beira-Mar zwar den Klassenerhalt, jedoch kam im Mai 2011 das Gerücht auf, dass Sporting Braga an einer Verpflichtung Mohammeds interessiert sei. Am 1. Juni wurde der Transfer bestätigt, Mohammed wechselte für eine Ablösesumme von einer Million Euro nach Braga, wo er einen Vierjahresvertrag unterschrieb.
Sein Debüt im Dress von Sporting Braga bestritt er am 13. August 2011 beim 0:0 gegen den Rio Ave FC. In seiner ersten Spielzeit landete seine Mannschaft auf den dritten Platz, hinter Meister FC Porto und Benfica Lissabon. Mohammed kam in dieser Saison auf 18 Ligaspiele, blieb allerdings ohne Torerfolg. Auch in der folgenden Spielzeit waren Einsatzzeiten eher Mangelware und so verließ er nach sechs weiteren Spielen den Verein.

### Nationalmannschaft
Im Jahr 2010 wurde er von Trainer Marcos Paquetá erstmals für die libysche Fußballnationalmannschaft nominiert. Während der Fußball-Afrikameisterschaft 2012 in Gabun und Äquatorialguinea gehörte er zum 23-köpfigen Aufgebot Libyens und absolvierte alle drei Gruppenspiele über die volle Distanz.

## Erfolge
SC Beira-Mar
- Liga de Honra 2009/10

Sporting Braga
- Portugiesischer Ligapokal: 2013